# Iwan Kuzniecow (polityk)
Iwan Aleksiejewicz Kuzniecow (ros. Иван Алексеевич Кузнецов, ur. 20 września 1897 we wsi Tiertież w guberni jenisejskiej, zm. 15 września 1983 w Moskwie) – radziecki polityk, I sekretarz Mordwińskiego Komitetu Obwodowego WKP(b) (1938-1940), I sekretarz Komitetu Obwodowego WKP(b) w Czycie (1939-1948), członek Centralnej Komisji Rewizyjnej WKP(b) (1939-1952).
Podczas I wojny światowej w rosyjskiej armii, w 1918 w Czerwonej Gwardii, od 1918 w RKP(b), 1918-1919 działacz komunistycznego podziemia w Omsku, 1919 przewodniczący Nadbajkalskiego Podziemnego Komitetu RKP(b) i szef Sztabu Wojskowo-Rewolucyjnego w Wierchnieudinsku (obecnie Ułan-Ude). Od marca do sierpnia 1920 przewodniczący Nadbajkalskiego Komitetu RKP(b), później komisarz rejonowych oddziałów partyzanckich na Dalekim Wschodzie, 1920-1921 kierownik Wydziału Organizacyjno-Instruktorskiego Zabajkalskiego Komitetu Gubernialnego RKP(b), 1921-1924 studiował na Komunistycznym Uniwersytecie im. Swierdłowa, od 1924 pracownik rejonowego komitetu RKP(b) w guberni niżnonowogrodzkiej, potem rejonowego komitetu WKP(b) w Moskwie. 1934-1937 instruktor Komitetu Miejskiego WKP(b) w Moskwie, od 9 września 1937 do 10 czerwca 1938 p.o. I sekretarza, a od 15 czerwca 1939 do stycznia 1940 I sekretarz Mordwińskiego Komitetu Obwodowego WKP(b). Od 21 marca 1939 do 5 października 1952 członek Centralnej Komisji Rewizyjnej WKP(b), od września 1939 do grudnia 1948 I sekretarz Komitetu Obwodowego WKP(b) w Czycie, 1948-1949 słuchacz kursów przy KC WKP(b), 1949-1950 I zastępca szefa Departamentu Zarządzania Kadrami Ministerstwa Sowchozów ZSRR, 1950-1951 inspektor KC WKP(b), od 1951 członek Kolegium Ministerstwa Sowchozów ZSRR, później pracownik Ministerstwa Zapasów ZSRR, od 1955 na emeryturze. Odznaczony Orderem Czerwonego Sztandaru.